# Kerihalli, Koppal
Kerihalli là một làng thuộc tehsil Koppal, huyện Koppal, bang Karnataka, Ấn Độ.